# Miss World (film)
Miss World er en film instrueret af Sune Lund-Sørensen efter eget manuskript.

## Handling
Filmen gengiver den hektiske stemning og det professionelle maskineri ved kåring af "verdens skønneste kvinde" ved skønhedskonkurrencen Miss World  i London 1970. Ved klipningen og den ledsagende musik udtrykker filmen en ironiserende afstandtagen til det kommercielle show og de kræfter, der ligger til grund for arrangementet.